# جريج فان أفرمت
جريج فان أفرمت (بالإنجليزية: Greg Van Avermaet)‏ ولد بتاريخ 17 مايو 1985 في بلجيكا، هو دراج بلجيكي في صنف سباق الدراجات على الطريق. شارك في دورة الألعاب الأولمبية الصيفية.

## سجل النتائج

### سباقات أو مراحل فاز بها
- طواف فرنسا
- طواف إسبانيا

| التاريخ        | السباق                                                                  | المركز                  |
| -------------- | ----------------------------------------------------------------------- | ----------------------- |
| 01 يناير 2007  | Memorial Rik Van Steenbergen 2007                                       |                         |
| 04 يوليو 2007  | 2007 Grote Prijs Gerrie Knetemann                                       | الخامس في التصنيف العام |
| 19 يوليو 2007  | 2007 Grote Prijs Beeckman-De Caluwé                                     |                         |
| 23 يوليو 2007  | 2007 Grote Prijs Raf Jonckheere                                         | الفائز في التصنيف العام |
| 14 أغسطس 2007  | 2007 Heusden Koers                                                      |                         |
| 23 سبتمبر 2007 | جراند بريكس دي إسبيرجوس 2007                                            | الرابع في التصنيف العام |
| 10 أكتوبر 2007 | 2007 KAJ-KWB Prijs                                                      |                         |
| 01 فبراير 2008 | طواف قطر 2008                                                           |                         |
| 29 مارس 2008   | إي ثري هاريل بيك 2008                                                   | الثالث في التصنيف العام |
| 06 أبريل 2008  | طواف فلاندرز 2008                                                       | الثامن في التصنيف العام |
| 01 يونيو 2008  | طواف بلجيكا 2008                                                        |                         |
| 13 أغسطس 2008  | طواف أين 2008                                                           |                         |
| 21 سبتمبر 2008 | طواف إسبانيا 2008                                                       | الأول في تصنيف النقاط   |
| 01 يناير 2009  | هيستسي بيجل 2009                                                        | الفائز في التصنيف العام |
| 01 يونيو 2010  | 2010 Gullegem Koerse                                                    |                         |
| 23 يونيو 2010  | هالي إنجويجم 2010                                                       |                         |
| 01 يناير 2011  | 2011 غران بيمونتي                                                       |                         |
| 29 مايو 2011   | طواف بلجيكا 2011                                                        |                         |
| 27 يوليو 2011  | طواف الوني 2011                                                         | الفائز في التصنيف العام |
| 09 أكتوبر 2011 | باريس تورز 2011                                                         | الفائز في التصنيف العام |
| 29 أغسطس 2012  | 2012 Stadsprijs Geraardsbergen                                          |                         |
| 12 سبتمبر 2012 | جي بي دي والوني 2012                                                    |                         |
| 24 يوليو 2013  | طواف الوني 2013                                                         | الفائز في التصنيف العام |
| 08 أكتوبر 2013 | بينشي-شيمي-بينشي 2013                                                   |                         |
| 17 سبتمبر 2014 | جي بي دي والوني 2014                                                    | الفائز في التصنيف العام |
| 20 سبتمبر 2014 | جي بي إيبانيس-فان بيتيجم 2014                                           | الفائز في التصنيف العام |
| 31 مايو 2015   | طواف بلجيكا 2015                                                        | الفائز في التصنيف العام |
| 02 يونيو 2015  | 2015 Gullegem Koerse                                                    |                         |
| 28 يونيو 2015  | بطولات سباق الدراجات على الطريق الوطنية البلجيكية 2015                  |                         |
| 01 يناير 2016  | طواف أمريكا للدراجات 2016                                               | الفائز في التصنيف العام |
| 27 فبراير 2016 | طواف نيوشبلاد 2016                                                      | الفائز في التصنيف العام |
| 15 مارس 2016   | تيرينو ادرياتيكو 2016                                                   | الفائز في التصنيف العام |
| 31 مايو 2016   | 2016 Gullegem Koerse                                                    | الفائز في التصنيف العام |
| 26 يونيو 2016  | سباق الطريق للرجال في بطولة بلجيكا 2016                                 |                         |
| 26 يوليو 2016  | 2016 Natourcriterium Roeselare                                          | الفائز في التصنيف العام |
| 06 أغسطس 2016  | ركوب الدراجات في الألعاب الأولمبية الصيفية 2016 – رجال فردي سباق الطريق | الفائز في التصنيف العام |
| 11 سبتمبر 2016 | جائزة مونتريال الكبرى للدراجات 2016                                     | الفائز في التصنيف العام |
| 01 يناير 2017  | طواف العالم للدراجات 2017                                               | الفائز في التصنيف العام |
| 25 فبراير 2017 | طواف نيوشبلاد 2017                                                      | الفائز في التصنيف العام |
| 24 مارس 2017   | إي ثري هاريل بيك 2017                                                   | الفائز في التصنيف العام |
| 26 مارس 2017   | غنت-وفلجم 2017                                                          | الفائز في التصنيف العام |
| 09 أبريل 2017  | سباق باريس روبيه 2017                                                   | الفائز في التصنيف العام |
| 04 يونيو 2017  | طواف لوكسمبورغ 2017                                                     | الفائز في التصنيف العام |
| 06 مايو 2018   | طواف يوركشاير 2018                                                      | الفائز في التصنيف العام |
| 29 مايو 2018   | 2018 Gullegem Koerse                                                    |                         |
| 15 سبتمبر 2019 | جائزة مونتريال الكبرى للدراجات 2019                                     | الفائز في التصنيف العام |
| 14 مايو 2023   | 2023 Boucles de l'Aulne                                                 | الفائز في التصنيف العام |

## وصلات خارجية
- الموقع الرسمي

## روابط خارجية
- جريج فان أفرمت على موقع الاتحاد الدولي للدراجات (الإنجليزية)
- جريج فان أفرمت على موقع أرشيف الدراجات (الإنجليزية)
- جريج فان أفرمت على موقع إحصائيات الدراجات الإحترافية (الإنجليزية)
- جريج فان أفرمت على موقع نسبة الدراجات (الإنجليزية)
- جريج فان أفرمت على موقع CycleBase (الإنجليزية)
- جريج فان أفرمت على موقع اللجنة الأولمبية الدولية (الإنجليزية)
- جريج فان أفرمت على موقع أوليمبيديا (الإنجليزية)
- جريج فان أفرمت على موقع اللجنة الأولمبية البلجيكية (الهولندية)